# 구인회 (문학 단체)
구인회(九人會)는 1933년 8월 일제강점기 조선에서 결성된 문학 문인 단체이다. 해외문학파와 함께 1930년대를 풍미했던 프롤레타리아 문학에 대항하여 순수 문학의 발전에 공헌하였다.
"순연한 연구의 입장에서 상호의 작품을 비판하며 다독다작하는 것"을 목적으로 표방한 사교적 클럽으로 창립했다. 발기인은 이종명, 김유영이 맡았고, 이효석, 이무영, 유치진, 조용만, 이태준, 김기림, 정지용 등 9명이 창단 멤버이다. 후에 이종명, 김유영, 이효석이 탈퇴하고 박태원, 이상, 박팔양이 입회한다. 1935년을 전후하여 유치진, 조용만이 탈퇴하게 되지만, 김유정, 김환태가 가입함으로써 구인회라는 명목에 걸맞게 9명의 회원수를 유지한다.

## 창립 과정
이 '창립 과정' 문단은 구인회의 창립 과정에 대해 연구한 현순영의 저널을 간략히 소개하는 글임. 구인회의 창립 과정에 대한 자료로 거론할 수 있는 것은 ‘조용만이 쓴 회고담’ 뿐이라는 주장을 함. 조용만이 쓴 회고담은 개인의 기억을 기록으로 남긴 것이기에 신빙성 문제에 부딪히지만, 다른 자료가 없기 때문에 자료를 다루는 방식을 조심하며 다루는 것이 최선이라고 주장함. 해당 연구에서는 회고담의 내용을 있는 그대로 담았고, 내용 간 일치하지 않는 부분에도 주목하였음. 내용 간 일치하지 않는 부분이 발견되었으나, 회고담 전체를 의심케 하는 정도는 아니라고 밝혔으며, 따라서 다른 문헌이 발견되지 않는 한 조용만의 회고담을 통해 창립 과정을 정리하는 것이 최선이라고 밝힘. 

## 활동
시문학파가 《시문학》과 《문예월간》 등을 중심으로 한 순수시 운동을 한창 전개하고 있을 무렵 순수문학 지향의 집단적인 문학운동이 일어나니 이것이 1933년 8월에 발족된 구인회(九人會)이다. 구인회는 처음 이종명(李種明). 김유영(金幽影)의 발기로 이태준, 이효석, 이무영, 유치진, 김기림, 정지용, 조용만(趙容萬) 등 9명의 문인이 모여 일종의 문학 친목단체를 만든 데서 명칭이 비롯되었다. 이들은 은연중 경향문학에 반대하고 순수문학을 옹호하는 태도로 나왔는데, 회원은 그 뒤 발기인이었던 김유영, 이종명과 평양에 있던 이효석이 탈퇴하고, 대신 박태원(朴泰遠), 이상(李箱), 박팔양 등 작가·시인들이 새로 보충되었다. 그러나 다시 1935년을 전후하여 조용만, 유치진이 탈퇴하고 대신 김유정(金裕貞), 김환태(金煥泰)가 보충되어 3-4년 동안 소극적이나마 순수문학 지향의 단체적인 활동을 지향했다. 그들은 1935년에 동인지의 성격을 띤 《시와 소설》을 간행했고, 3-4회의 문예 강연회를 가졌으나 얼마 후 동인간의 작품 경향의 불일치와 분열이 동기가 되어 결국 문학적으로 큰 공적은 남기지 못한 채 해체되었다.
구인회는 순수문학 단체로서 등장했다는 사실과 그들이 문단적으로 쟁쟁한 활동을 하던 문인들로 구성되었다는 점에서 당시 문단에 끼친 영향은 매우 컸다. 그들의 대부분은 새로운 감각과 기교를 지닌 예술파·기교파의 작가·시인들이었던 만큼, 여기에 소속되었던 대표 작가인 이효석, 이태준 등은 세련된 문장으로 우수한 단편소설을 다수 발표해 문장 면에서 한국 현대소설의 독특한 스타일을 이룩하였다. 이 무렵 이효석은 초기의 동반작가로서의 경향적인 작품에서 일전(一轉), 서정적인 아름다운 작품의 세계를 이룩했으며, 특히 단편소설로써 현대문학사상 뚜렷한 업적을 남겼다.
구인회의 중심인물인 이태준은 종래 프로문학이 퇴조한 후 문단의 인기작가로 등장, 〈불우선생〉(不遇先生), 〈복덕방〉(福德房), 〈영월영감〉(寧越令監), 〈달밤〉, 〈밤길〉, 〈까마귀〉, 〈돌다리〉, 〈패강령〉(浿江令) 등 일련의 한국적인 애수(哀愁)와 정취가 담긴 단편소설을 발표함으로써 작가로서의 각광을 받았다. 이효석과 이태준은 순수문학 지향의 대표적 작가며, 박태원도 예술파적인 경향의 작가로, 초기작 〈옆집색시〉 〈5월의 훈풍〉 등과 단편 〈소설가 구보씨의 일기〉, 장편 〈천변풍경〉(川邊風景)은 세태소설(世態小說)로 당시의 대표적인 평판작이었다. 초기의 이무영은 경향적인 작가로 출발, 농촌을 제재(題材)로 한 〈농부〉(農夫, 1934), 〈황보노인〉(皇甫老人, 1935), 〈흙을 그리는 마음〉(1935) 등 일련의 농촌소설을 썼고, 후기작인 〈제1장 제1과〉, 〈흙의 노예〉 등은 그의 대표작이다. 그리고 정지용의 감각적인 순수시, 김기림의 모더니즘시와 주지적인 이론, 이상의 신심리주의적인 작품, 김환태의 예술지상적인 평론, 김유정의 인생파(人生派)적인 소설 등은 모두 이 구인회의 순문학적인 입장을 대변한 것들이었다.